# Baccharis
Baccharis — рід рослин родини айстрові (Asteraceae). Включає близько 500 видів. Рід поширений в Америці від Нової Шотландії в Канаді до Патагонії.

## Назва
Рід Baccharis названий на честь Вакха (Діоніса) — римського бога вина.

## Опис
Чагарники та напівчагарники. Листя з черговим розташуванням. Квітки зазвичай білі або рожеві. Усі представники роду є дводомними, крім Baccharis monoica.
Деякі види Baccharis токсичні для тварин; зокрема, споживання Baccharis coridifolia може призвести до некрозу шлунково-кишкового тракту великої рогатої худоби, коней, овець та кроликів.